# لی جائه-سوک
لی جائه-سوک (انگلیسی: Lee Jae-suk؛ زادهٔ ۲۸ نوامبر ۱۹۶۳) کشتی‌گیر اهل کره جنوبی بود. از افتخارات وی میتوان به کسب مدال برنز وزن ۵۲ کیلوگرم فرنگی در بازی‌های المپیک تابستانی ۱۹۸۸ اشاره کرد.